# ماركو بافلوفيتش
ماركو بافلوفيتش (30 يناير 1982 - ) هو لاعب كرة قدم صربي في مركز حراسة المرمى.

## وصلات خارجية
- ماركو بافلوفيتش على موقع Soccerway.com (الإنجليزية)